# BN Ea 3/6
Die beiden Tenderlokomotiven Ea 3/6 der Bern-Neuenburg-Bahn (BN) wurden im Jahre 1913 von der SLM geliefert. Der Kaufpreis wird mit 114 500 Schweizer Franken angegeben. Sie trugen die Betriebsnummern 31 und 32.

## Technisches
Die Tenderlokomotive besitzt ein umgekehrtes Pacific-Fahrwerk, welches mit einer Heissdampf-Vierlingsmaschine angetrieben wird. Das Triebwerk besteht aus vier gleich grossen Zylindern, die nebeneinander in einer Achse liegen, mit einer Neigung von 1:8. Je ein Aussen- und Innenzylinder besassen zusammen einen Kolbenschieber mit Innenkant-Einströmung. Dies war möglich, da das Innen- und Aussentriebwerk auf einer Seite zueinander um 180° versetzt waren. Die beiden Triebwerkseiten waren zueinander um 90° versetzt. Deshalb konnten der Innen- und Aussenzylinder einer Seite gemeinsam angesteuert werden, einzig die Dampfzuführung zum Innenzylinder, da ja gegenläufig, musste gekreuzt werden. Aus diesem Grund war auch nur eine Steuerung je Maschinenseite notwendig. Geradezu einzigartig für eine schweizerische Dampflokomotive war, dass alle vier Treibstangen auf den mittleren Kuppelachse wirkten, weshalb auch die Zylinderneigung von 1:8 notwendig wurde, damit die Treibstangen der Innenzylinder über der ersten Kuppelachse zu liegen kommen. Da alle vier Zylinder mit Frischdampf versorgt wurden, besass die Lokomotive eigentlich acht Auspuffschläge pro Umdrehung, hörbar war aber ein Vier-Takter, da ja infolge der 180° Versetzung immer 2 Schläge zusammen fielen.
Der Kessel liegt auf einer Höhe von 2900 mm.
Im Führerstand waren die Brems-, Leerlauf- und Sandstreuapparate doppelt vorhanden. 
Auf den Fabrikschildern der SLM trugen sie die Fabrikationsnummern 2350 und 2351.
Die Lokomotiven konnten einen Zug von 300 Tonnen Zuggewicht auf einer 18-Promille-Steigung mit 40 km/h befördern.

## Betriebliches
Wie bei der SBB C 5/6 mit der Vierlingsmaschine hatte auch diese Lokomotive mit dem erhöhten Verbrauch zu kämpfen. Sie war daher alles andere als sparsam und konnte ihre Vorteile nur unter Volllast ausspielen, was eher selten war.
Infolge des hohen Achsdruckes war ein Einsatz ausserhalb ihrer Hausstrecke nur beschränkt möglich. 
Aus diesen beiden Gründen war nach der Elektrifizierung ihrer Stammstrecke im Jahre 1928 kein geeignetes Einsatzgebiet zu finden. Die Maschinen wurde im Jahre 1933 ausrangiert und danach verschrottet.